# KOeZOTsM

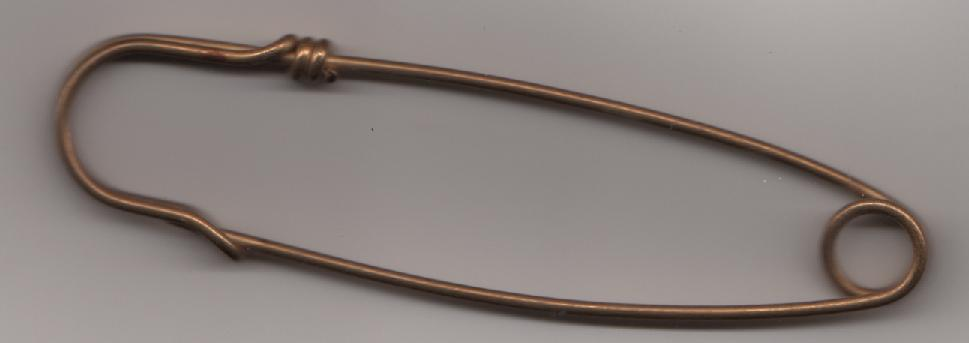
Speld uit de KUZOTSM-fabriek

OAO KOeZOTsM (Ook wel: KUZOCM Russisch: КУЗОЦМ; KOeZOTsM), volledige naam Fabriek van Kamensk-Oeralski voor de verwerking van Non-Ferrometalen (Каменск-Уральский завод обработки цветных металлов; Kamensk-Oeralski zavod obrabotki tsvetnych metallov) is een metallurgisch bedrijf uit de Russische stad Kamensk-Oeralski in de Oblast Sverdlovsk die draad, non-ferro-gerold staal en andere metaalproducten produceert. Het is een van de grootste Russische bedrijven voor de productie van non-ferrometalen. Het vormt onderdeel van de Renovagroep, een conglomeraat van de Russische miljardair Viktor Vekselberg.

## Producten
De fabriek produceert ruim 130 verschillende legeringen, ruim 16.000 standaardproducten uit koper, nikkel, zink en legeringen op basis van deze mineralen. De belangrijkste eindproducten zijn gewalst en uitgerekte staven bolvormige, hexagonale, kwadratische en andersgevormde profielen; rondvormig en vierkant draad; samengestelde platen, banden, anodes; gegoten legeringen en ligaturen (onderbindingsdraad); pulver en poeder en kabels. Het bedrijf levert aan een groot aantal sectoren.

## Geschiedenis
De fabriek ontstond in 1942 uit de gedwongen geëvacueerde metallurgische fabrieken Ordzjonikidze uit Koltsjoegino (Oblast Vladimir) en de Moskouse plaatstaalfabriek en de Rostovse foliefabriek, die naar Kamensk-Oeralski kwamen en hier werden samengevoegd tot een nieuw bedrijf, dat werd ingezet voor de oorlogsindustrie voor het oostfront. Degenen die het bedrijf opzetten in die tijd kregen hiervoor een onderscheiding, waaronder 38 de Orde van Lenin.
Na de rampzalige jaren 90 en de overname door Renova stijgt de productie weer. In 2004 werd de productie sterk opgevoerd en in 2005 steeg de productie met 42% ten opzichte van 2004. In 2006 steeg de productie opnieuw met 38%. Dat jaar begon een grootschalige technische modernisering, waarbij tot 2010 jaarlijks omgerekend 10 miljoen dollar in wordt geïnvesteerd volgens de begroting van het bedrijf. Hierdoor moet de productie dan zijn opgelopen tot 80 ton staal per jaar.

## Voorzieningen
Tot het bedrijf behoren ook een fabrieksinstelling voor openbare gezondheid, een cateringsbedrijf, sanatoriumcomplex en een sportcomplex. Het bedrijf neemt deel aan het jaarlijkse stadscarnaval, bouwt de jaarlijkse sneeuwstad en financiert de scholen in het microdistrict Leninski van Kamensk-Oeralski en het stedelijke weeshuis.